# Monomorium rhopalocerum
Monomorium rhopalocerum är en myrart som beskrevs av Carlo Emery 1895. Monomorium rhopalocerum ingår i släktet Monomorium och familjen myror. Inga underarter finns listade i Catalogue of Life.